# Francisco González (tennista)
Francisco González (Wiesbaden, 19 novembre 1955) è un ex tennista paraguaiano.

## Carriera
Tennista specializzato nel doppio, ottiene in questa disciplina i migliori risultati. Nel doppio maschile riesce a vincere dieci titoli e ad arrivare per cinque volte ai quarti di finale di uno Slam. Nel doppio misto ha raggiunto la finale dell'Open di Francia 1985 in coppia con Paula Smith.
In singolare ha raggiunto due finali senza riuscire a conquistare il titolo e negli Slam è arrivato al massimo al quarto turno durante Wimbledon 1981.
In Coppa Davis ha giocato quarantatré match con la squadra paraguaiana vincendone diciannove.

## Statistiche

### Doppio

#### Vittorie (10)
| Numero | Anno | Torneo                                  | Superficie  | Compagno        | Avversari in finale              | Punteggio     |
| 1.     | 1979 | ATP Tulsa, Tulsa                        | Cemento     | Eliot Teltscher | Colin Dibley Tom Gullikson       | 6–7, 7–5, 6–3 |
| 2.     | 1979 | Australian Indoor Championships, Sydney | Cemento (i) | Rod Frawley     | Vijay Amritraj Pat Du Pré        | w/o           |
| 3.     | 1982 | Melbourne Indoor, Melbourne             | Sintetico   | Matt Mitchell   | Syd Ball Rod Frawley             | 7–6, 7–6      |
| 4.     | 1983 | ATP Firenze, Firenze                    | Terra rossa | Víctor Pecci    | Dominique Bedel Bernard Fritz    | 4-6, 6-4, 7-6 |
| 5.     | 1983 | Internazionali d'Italia, Roma           | Terra rossa | Víctor Pecci    | Jan Gunnarsson Mike Leach        | 6–4, 6–2      |
| 6.     | 1983 | ATP Venezia, Venezia                    | Terra rossa | Víctor Pecci    | Steve Krulevitz Zoltán Kuhárszky | 6–1, 6–2      |
| 7.     | 1984 | ATP Cleveland, Cleveland                | Cemento     | Matt Mitchell   | Martin Davis Chris Dunk          | 7–6, 7–5      |
| 8.     | 1984 | Cincinnati Open, Cincinnati             | Cemento     | Matt Mitchell   | Sandy Mayer Balázs Taróczy       | 4-6, 6-3, 7-6 |
| 9.     | 1984 | Brisbane International, Brisbane        | Sintetico   | Matt Mitchell   | Broderick Dyke Wally Masur       | 6-7, 6-2, 7-5 |
| 10.    | 1984 | South African Open, Johannesburg        | Cemento     | Tracy Delatte   | Steve Meister Eliot Teltscher    | 7-6, 6-1      |